# Nocaracris istanbul
Nocaracris istanbul (лат.) — вид саранчовых насекомых рода Nocaracris из семейства Памфагиды (отряд Прямокрылые).

## Распространение
Турция.

## Описание
Тело сжато сбоков, коренастое (длина самцов около 3 см, длина пронотума 7,8 мм, длина заднего бедра 14,4 мм), лоб морщинистый. Основная окраска буровато-землистая с примесью серого, черного и зеленого цветов. Крылья и орган Краусса отсутствуют, пронотум не разделён поперечным швом, есть шипики или зубчики вдоль внутреннего вентрального края задних бёдер. Вид был впервые описан в 2016 году турецким энтомологом Мустафой Уналом (Mustafa Ünal, Abant İzzet Baysal Üniversitesi, Fen-Edebiyat Fakültesi, Болу, Турция).